# Dům umění (Štýrský Hradec)
Dům umění (německy Kunsthaus Graz) je galerie postavená v roce 2003 ve Štýrském Hradci, u příležitosti akce Evropské hlavní město kultury. Originální architektura z budovy udělala jeden ze symbolů Rakouska. Architektonický návrh vytvořili Angličané Peter Cook a Colin Fournier, kteří oba působili na University College London. Budova reprezentuje styl zvaný blobitecture (či blobismus) a záměrně zdůrazňuje svou nepřináležitost k okolnímu prostoru, byť někteří odborníci upozorňují i na jistou návaznost na okolní baroko. Podle tvůrců budovy má být jakýmsi „přátelským vetřelcem“. Základem budovy je ocelový skelet, plášť budovy je vytvořen z duhově modrých akrylátových panelů, které jsou zároveň fotovoltaickými články. Na východní fasádě je umístěno 930 zářivek. Může být použita jako obří obrazovka pro filmy a animace. V budově se vystavují výtvarná díla současného umění počínaje 60. léty 20. století. Kunsthaus ale díla nesbírá a nemá ani vlastní skladiště.